# S Riachuelo (S-22)
O S Riachuelo é um submarino-museu da Marinha do Brasil. É o sétimo navio da Armada brasileira a ostentar esse nome, em homenagem à Batalha Naval do Riachuelo (1865). Atualmente, encontra-se em construção no Complexo Naval de Itaguaí, no estado do Rio de Janeiro, a oitava embarcação com o nome de Riachuelo.

## História
Segundo de uma série de três, foi construído pelo estaleiro Vickers Limited, em Barrow-in-Furness, Lancashire, na Inglaterra, em 1973. Teve a sua quilha batida  a 26 de abril de 1973, sendo lançado ao mar em 6 de setembro de 1975. Após de ter realizado as provas de mar foi incorporado à Armada Brasileira em 12 de março, pelo Aviso 0070 de 27 de janeiro de 1977.
Operou nas seguintes comissões: operações "Unitas XVIII" (outubro de 1977); "Unitas XIX" (agosto de 1978); "Unitas XXI" (agosto de 1981), em conjunto com a US Navy; operação "Atlantis" (maio de 1978), com meios da Marinha do Uruguai; em operação realizada com meios da Marinha da França (novembro de 1978); nas experiências de lançamento realizadas com torpedos alemães "SUT" (novembro de 1977) e ingleses "Tigerfish" (novembro de 1979).
Conquistou o "Troféu Eficiência", no ano em que essa premiação foi instituída pelo Comando da Força de Submarinos.
O Riachuelo foi o segundo submarino (o primeiro da sua classe) a receber baterias de grande capacidade fabricadas no país pela Saturnia, com tecnologia alemã, instaladas durante o Período Normal de Reparos do navio, em 1984.
Após duas décadas de operações, deu baixa do serviço ativo a 12 de novembro de 1997, após navegar mais de 181 mil milhas marítimas, em 1 283,5 dias de mar e 17 699 horas e quarenta e um minutos de imersão.
Atualmente reclassificado como Submarino-Museu, encontra-se aberto à visitação no Espaço Cultural da Marinha, no centro histório da cidade do Rio de Janeiro.

## Características (quando na ativa)
- Deslocamento: 1 620 toneladas (padrão), 2 040 toneladas (carregado na superfície) e 2 410 toneladas (carregado em mergulho).
- Dimensões: 89,9 metros de comprimento, 8,07 metros de boca e 5,48 metros de calado.
- Propulsão: diesel-elétrica; 2 motores diesel Admiralty Standard Range de 16 cilindros, 16 VVS-ASR-1, dois geradores de 1 280 Kw, 2 motores elétricos AEI gerando 6 000 hp, acoplados a dois eixos e dois hélices de três pás cada.
- Velocidade: máxima de 17.5 nós (superfície) e 15 nós (imersão).
- Raio de ação: 11 000 milhas náuticas a 11 nós (superfície ou com snorkel) e 56 dias de autonomia.
- Armamento: 8 tubos de torpedos de 21 polegadas (533 mm), sendo dois na popa; capacidade para 24 torpedos numa combinação que incluía o Mk 24 Tigerfish Mod. 1 (filoguiado), Mk 37 Mod. 2 (tubos da popa) e o torpedo anti-navio Mk 8 Mod. 4, ou ainda uma combinação de minas e torpedos. Ejetores de despistadores de 102 mm, Mk. 2 (proa) e Mk. 4 mod.1B (popa).
- Controle de Armas: sistema de direção de tiro Ferranti TIOS 24B.
- Sensores: sonar de casco THORN EMI Type 197CA de média freqüência, passivo/ativo para busca e ataque; hidrofone lateral BAC Type 2007AA de baixa freqüência, para busca; hidrofones de interceptação (goniômetros) DUUG-1 e AUUD-1; ecobatímetro Type 776/778; 1 radar de navegação Kelvin Hughes Type 1006; MAGE UA-4; rádios HF SSA-2 de 500W e SATNAV MAGNAVOX MX 1102.
- Código Internacional de Chamada: PWRI
- Tripulação: 74 homens, sendo 7 oficiais e 67 praças.

## Galeria de imagens

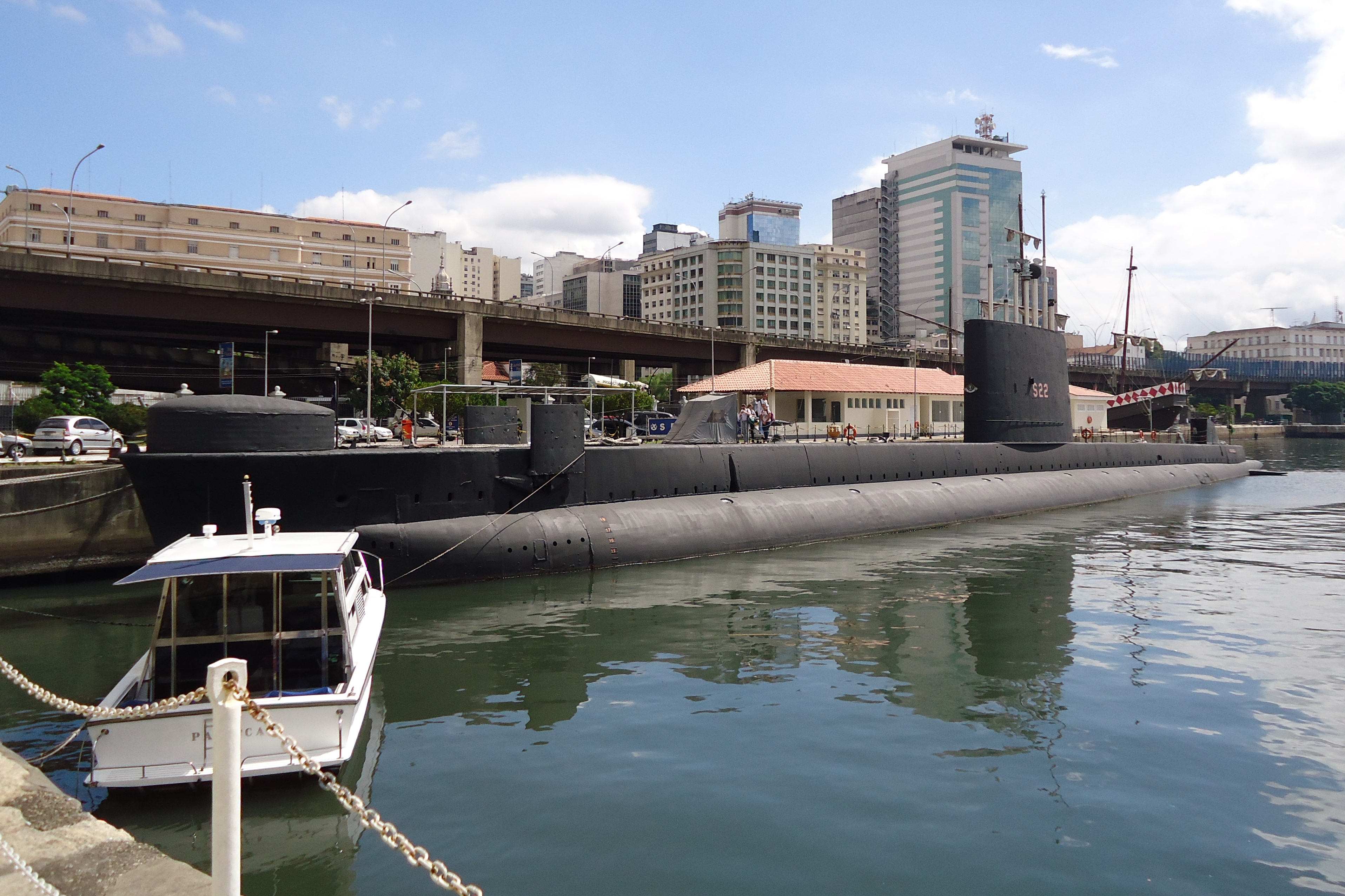
Espaço Cultural da Marinha, Rio de Janeiro: submarino-museu Riachuelo.